# Генетическая инженерия
Генетическая инжене́рия (или генная инженерия) — совокупность приёмов, методов и технологий получения рекомбинантных РНК и ДНК, выделения генов из организма (клеток), осуществления манипуляций с генами, введения их в другие организмы и выращивания искусственных организмов после удаления выбранных генов из ДНК. Генетическая инженерия не является наукой в широком смысле, но является инструментом биотехнологии, используя методы таких биологических наук, как молекулярная и клеточная биология, генетика, микробиология, вирусология.

## Экономическое значение
Генная инженерия служит для получения желаемых качеств изменяемого или генетически модифицированного организма. В отличие от традиционной селекции, в ходе которой генотип подвергается изменениям лишь косвенно, генная инженерия позволяет непосредственно вмешиваться в генетический аппарат, применяя технику молекулярного клонирования. Примерами применения генной инженерии являются получение новых генетически модифицированных сортов зерновых культур, производство человеческого инсулина путём использования генномодифицированных бактерий, производство эритропоэтина в культуре клеток или новых пород экспериментальных мышей для научных исследований.
Проводятся первые эксперименты по использованию бактерий с перестроенной ДНК для лечения больных.

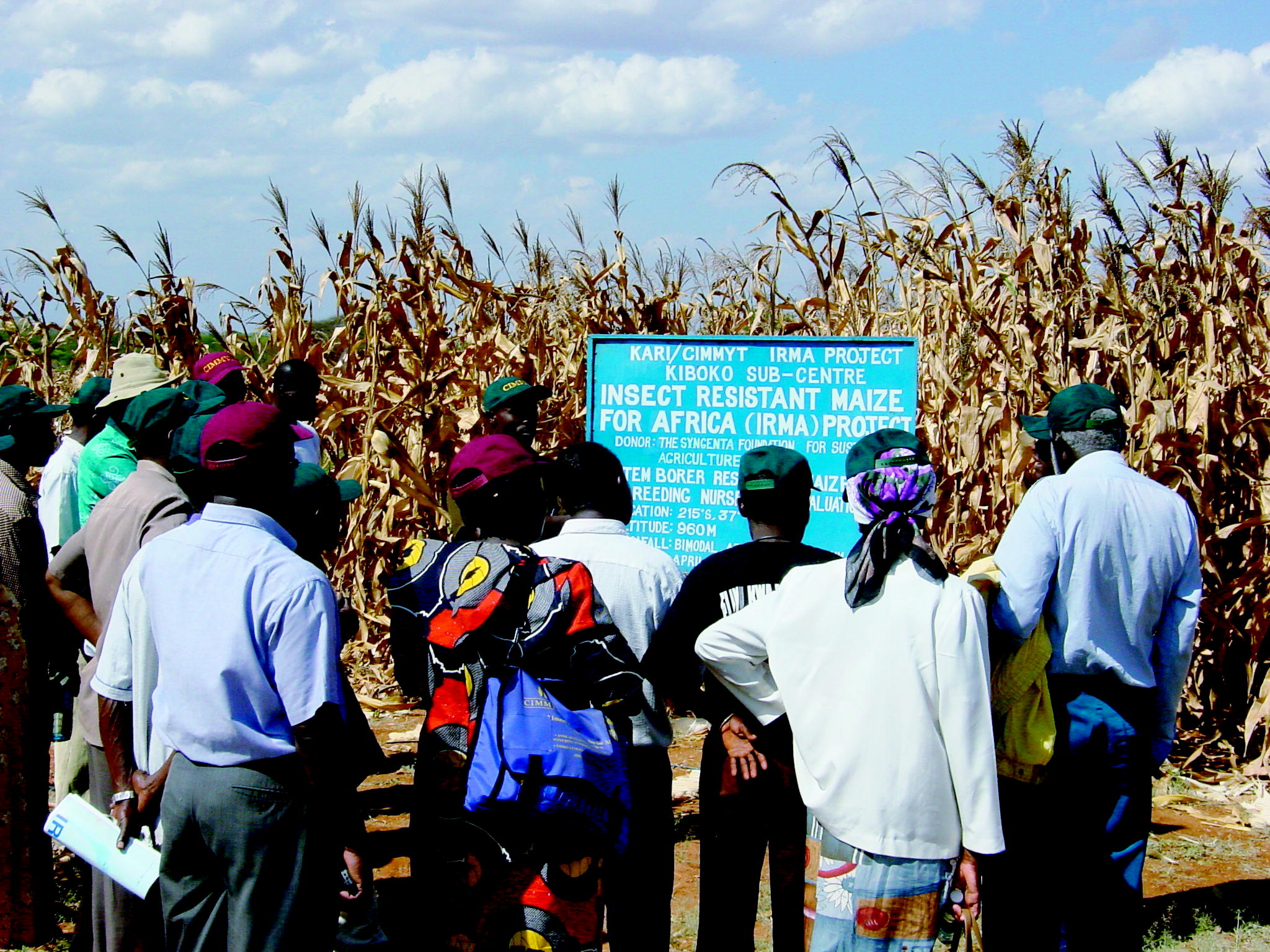
Жители Кении наблюдают, как растёт новый трансгенный сорт кукурузы, устойчивый к насекомым-вредителям

Основой микробиологической, биосинтетической промышленности является бактериальная клетка. Необходимые для промышленного производства клетки подбираются по определённым признакам, самый главный из которых — способность производить, синтезировать, при этом в максимально возможных количествах, определённое соединение — аминокислоту или антибиотик, стероидный гормон или органическую кислоту. Иногда надо иметь микроорганизм, способный, например, использовать в качестве «пищи» нефть или сточные воды и перерабатывать их в биомассу или даже вполне пригодный для кормовых добавок белок. Иногда нужны организмы, способные развиваться при повышенных температурах или в присутствии веществ, безусловно смертельных для других видов микроорганизмов.
Задача получения таких промышленных штаммов очень важна, для их видоизменения и отбора разработаны многочисленные приёмы активного воздействия на клетку — от обработки сильнодействующими ядами, до радиоактивного облучения. Цель этих приёмов одна — добиться изменения наследственного, генетического аппарата клетки. Их результат — получение многочисленных микробов-мутантов, из сотен и тысяч которых учёные потом стараются отобрать наиболее подходящие для той или иной цели. Создание приёмов химического или радиационного мутагенеза было выдающимся достижением биологии и широко применяется в современной биотехнологии.
Но их возможности ограничиваются природой самих микроорганизмов. Они не способны синтезировать ряд ценных веществ, которые накапливаются в растениях, прежде всего в лекарственных и эфирномасличных. Не могут синтезировать вещества, очень важные для жизнедеятельности животных и человека, ряд ферментов, пептидные гормоны, иммунные белки, интерфероны да и многие более просто устроенные соединения, которые синтезируются в организмах животных и человека. Разумеется, возможности микроорганизмов далеко не исчерпаны. Из всего изобилия микроорганизмов использована наукой, и особенно промышленностью, лишь ничтожная доля. Для целей селекции микроорганизмов большой интерес представляют, например, бактерии анаэробы, способные жить в отсутствие кислорода, фототрофы, использующие энергию света подобно растениям, хемоавтотрофы, термофильные бактерии, способные жить при температуре, как обнаружилось недавно, около 110 °C, и др.
И всё же ограниченность «природного материала» очевидна. Обойти ограничения пытались и пытаются с помощью культур клеток и тканей растений и животных. Это очень важный и перспективный путь, который также реализуется в биотехнологии. За последние несколько десятилетий учёные создали методы, благодаря которым отдельные клетки тканей растения или животного можно заставить расти и размножаться отдельно от организма, как клетки бактерий. Это было важное достижение — полученные культуры клеток используют для экспериментов и для промышленного получения некоторых веществ, которые с помощью бактериальных культур получить невозможно.
Другое направление исследований — удаление из ДНК генов, ненужных для кодирования белков и функционирования организмов и создание на основе таких ДНК искусственных организмов с «усечённым» набором генов. Это позволяет резко повысить устойчивость модифицируемых организмов к вирусам.

## История развития и методы
Во второй половине XX века было сделано несколько важных открытий и изобретений, лежащих в основе генной инженерии. Успешно завершились многолетние попытки «прочитать» ту биологическую информацию, которая «записана» в генах. Эта работа была начата английским учёным Фредериком Сенгером и американским учёным Уолтером Гилбертом (Нобелевская премия по химии 1980 года). Как известно, в генах содержится информация-инструкция для синтеза в организме молекул РНК и белков, в том числе ферментов. Чтобы заставить клетку синтезировать новые, необычные для неё вещества, надо чтобы в ней синтезировались соответствующие наборы ферментов. А для этого необходимо или целенаправленно изменить находящиеся в ней гены, или ввести в неё новые, ранее отсутствовавшие гены. Изменения генов в живых клетках — это мутации. Они происходят под действием, например, мутагенов — химических ядов или излучений. Но такие изменения нельзя контролировать или направлять. Поэтому учёные сосредоточили усилия на попытках разработать методы введения в клетку новых, совершенно определённых генов, нужных человеку.
Все методы генетической инженерии применяются для осуществления одного из следующих этапов решения генно-инженерной задачи:
1. Получение изолированного гена.
2. Введение гена в вектор для переноса в организм.
3. Перенос вектора с геном в модифицируемый организм.
4. Преобразование клеток организма.
5. Отбор генетически модифицированных организмов (ГМО) и устранение тех, которые не были успешно модифицированы.

Процесс синтеза генов в настоящее время разработан очень хорошо и даже в значительной степени автоматизирован. Существуют специальные аппараты, снабжённые ЭВМ, в памяти которых закладывают программы синтеза различных нуклеотидных последовательностей. Такой аппарат синтезирует отрезки ДНК длиной до 100—120 азотистых оснований (олигонуклеотиды). Получила распространение техника, позволяющая использовать для синтеза ДНК, в том числе мутантной, полимеразную цепную реакцию. Термостабильный фермент, ДНК-полимераза, используется в ней для матричного синтеза ДНК, в качестве затравки которого применяют искусственно синтезированные кусочки нуклеиновой кислоты — олигонуклеотиды. Фермент обратная транскриптаза позволяет с использованием таких затравок (праймеров) синтезировать ДНК на матрице выделенной из клеток РНК. Синтезированная таким способом ДНК называется комплементарной (РНК) или кДНК. Изолированный, «химически чистый» ген может быть также получен из фаговой библиотеки. Так называется препарат бактериофага, в геном которого встроены случайные фрагменты из генома или кДНК, воспроизводимые фагом вместе со всей своей ДНК.
Чтобы встроить ген в вектор, используют ферменты — рестриктазы и лигазы, также являющиеся полезным инструментом генной инженерии. С помощью рестриктаз ген и вектор можно разрезать на кусочки. С помощью лигаз такие кусочки можно «склеивать», соединять в иной комбинации, конструируя новый ген или заключая его в вектор. За открытие рестриктаз Вернер Арбер, Даниел Натанс и Хамилтон Смит также были удостоены Нобелевской премии (1978 г.).
Техника введения генов в бактерии была разработана после того, как Фредерик Гриффит открыл явление бактериальной трансформации. В основе этого явления лежит примитивный половой процесс, который у бактерий сопровождается обменом небольшими фрагментами нехромосомной ДНК, плазмидами. Плазмидные технологии легли в основу введения искусственных генов в бактериальные клетки.
Значительные трудности были связаны с введением готового гена в наследственный аппарат клеток растений и животных. Однако в природе наблюдаются случаи, когда чужеродная ДНК (вируса или бактериофага) включается в генетический аппарат клетки и с помощью её обменных механизмов начинает синтезировать «свой» белок. Учёные исследовали особенности внедрения чужеродной ДНК и использовали как принцип введения генетического материала в клетку. Такой процесс получил название трансфекция.
Если модификации подвергаются одноклеточные организмы или культуры клеток многоклеточных, то на этом этапе начинается клонирование, то есть отбор тех организмов и их потомков (клонов), которые подверглись модификации. Когда же поставлена задача получить многоклеточные организмы, то клетки с изменённым генотипом используют для вегетативного размножения растений или вводят в бластоцисты суррогатной матери, когда речь идёт о животных. В результате рождаются детеныши с изменённым или неизменным генотипом, среди которых отбирают и скрещивают между собой только те, которые проявляют ожидаемые изменения.

## Применение в научных исследованиях
Нокаут гена. Для изучения функции того или иного гена может быть применён нокаут гена (англ. gene knockout). Так называется техника удаления одного или большего количества генов, что позволяет исследовать последствия подобной мутации. Для нокаута синтезируют такой же ген или его фрагмент, изменённый так, чтобы продукт гена потерял свою функцию. Основные методы реализации: цинковый палец, морфолино и TALEN. Для получения нокаутных мышей полученную генно-инженерную конструкцию вводят в эмбриональные стволовые клетки, где конструкция подвергается соматической рекомбинации и замещает нормальный ген, а изменённые клетки имплантируют в бластоцисту суррогатной матери. У плодовой мушки дрозофилы мутации инициируют в большой популяции, в которой затем ищут потомство с нужной мутацией. Сходным способом получают нокаут у растений и микроорганизмов.
Искусственная экспрессия. Логичным дополнением нокаута является искусственная экспрессия, то есть добавление в организм гена, которого у него ранее не было. Этот способ генной инженерии также можно использовать для исследования функции генов. В сущности процесс введения дополнительных генов таков же, как и при нокауте, но существующие гены не замещаются и не повреждаются.

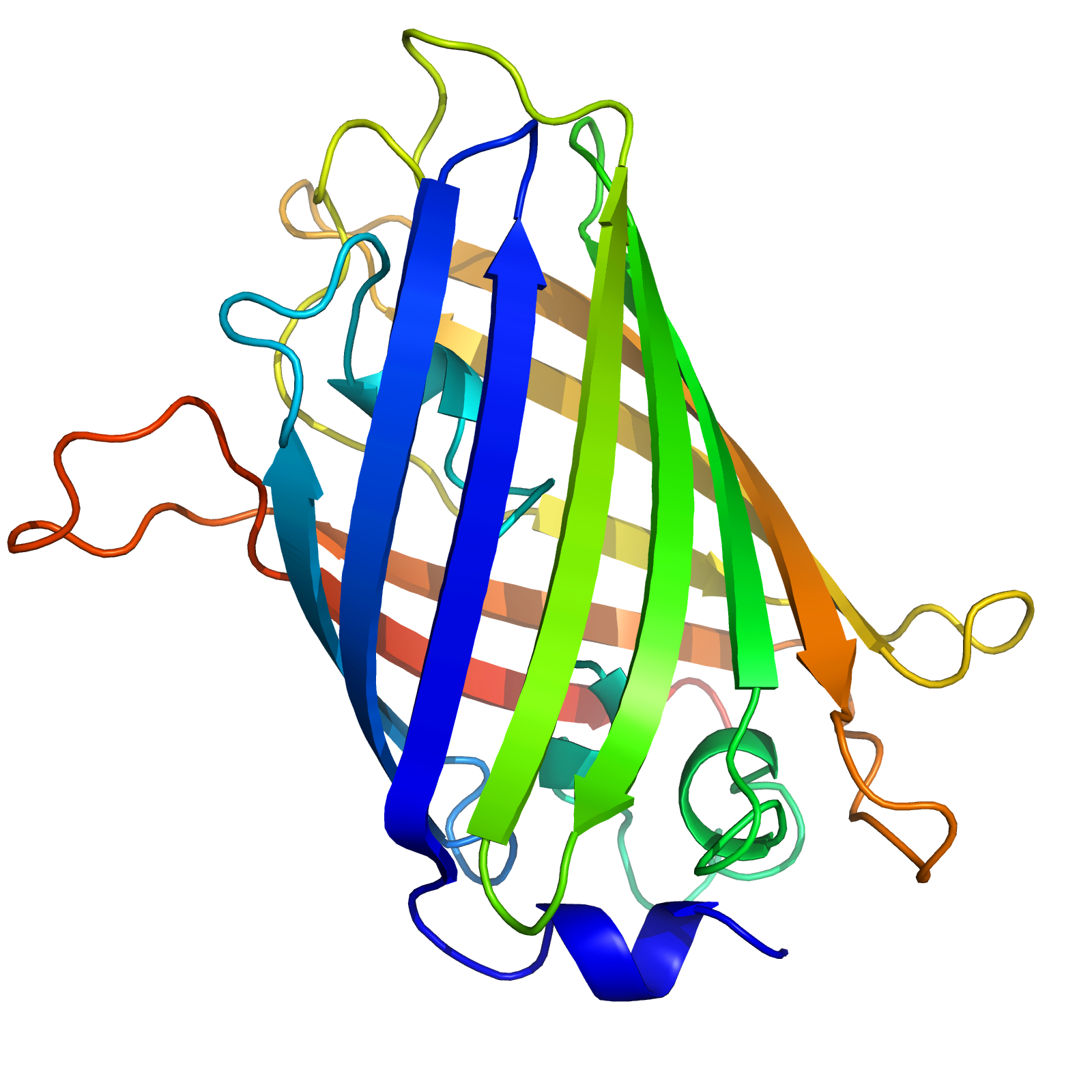
Схема строения зелёного флуоресцентного белка

Визуализация продуктов генов. Используется, когда задачей является изучение локализации продукта гена. Одним из способов мечения является замещение нормального гена на слитый с репортёрным элементом, например, с геном зелёного флуоресцентного белка (GFP). Этот белок, флуоресцирующий в голубом свете, используется для визуализации продукта генной модификации. Хотя такая техника удобна и полезна, её побочными следствиями может быть частичная или полная потеря функции исследуемого белка. Более изощрённым, хотя и не столь удобным методом является добавление к изучаемому белку не столь больших олигопептидов, которые могут быть обнаружены с помощью специфических антител.
Исследование механизма экспрессии. В таких экспериментах задачей является изучение условий экспрессии гена. Особенности экспрессии зависят прежде всего от небольшого участка ДНК, расположенного перед кодирующей областью, который называется промотор и служит для связывания факторов транскрипции. Этот участок вводят в организм, поставив после него вместо собственного гена репортерный, например, GFP или фермента, катализирующего легко обнаруживаемую реакцию. Кроме того, что функционирование промотора в тех или иных тканях в тот или иной момент становится хорошо заметным, такие эксперименты позволяют исследовать структуру промотора, убирая или добавляя к нему фрагменты ДНК, а также искусственно усиливать его функции.

## Генная инженерия человека
В применении к человеку генная инженерия могла бы применяться для лечения наследственных болезней. Однако, технически, есть существенная разница между лечением самого пациента и изменением генома его потомков.
Задача изменения генома взрослого человека несколько сложнее, чем выведение новых генноинженерных пород животных, поскольку в данном случае требуется изменить геном многочисленных клеток уже сформировавшегося организма, а не одной лишь яйцеклетки-зародыша. Для этого предлагается использовать вирусные частицы в качестве вектора. Вирусные частицы способны проникать в значительный процент клеток взрослого человека, встраивая в них свою наследственную информацию; возможно контролируемое размножение вирусных частиц в организме. При этом для уменьшения побочных эффектов учёные стараются избегать внедрения генноинженерных ДНК в клетки половых органов, тем самым избегая воздействия на будущих потомков пациента. Также стоит отметить значительную критику этой технологии в СМИ: разработка генноинженерных вирусов воспринимается многими как угроза для всего человечества.
С помощью генотерапии в будущем возможно изменение генома человека ради отсрочки старения, лечения генетических болезней и патологий. В настоящее время эффективные методы изменения генома человека находятся на стадии разработки и испытаний на приматах. Долгое время генетическая инженерия обезьян сталкивалась с серьёзными трудностями, однако в 2009 году эксперименты увенчались успехом: в журнале Nature появилась публикация об успешном применении генноинженерных вирусных векторов для излечения взрослого самца обезьяны от дальтонизма. В этом же году дал потомство первый генетически модифицированный примат (выращенный из модифицированной яйцеклетки) — обыкновенная игрунка (Callithrix jacchus).
Хотя и в небольшом масштабе, генная инженерия уже используется для того, чтобы дать шанс забеременеть женщинам с некоторыми разновидностями бесплодия. Для этого используют яйцеклетки здоровой женщины. Ребёнок в результате наследует генотип от одного отца и двух матерей.
Однако возможность внесения более значительных изменений в геном человека сталкивается с рядом серьёзных этических проблем. В 2016 в США группа учёных получила одобрение на клинические испытания метода лечения рака с помощью собственных иммунных клеток пациента, подвергаемых генной модификации с применением технологии CRISPR/Cas9.
В конце 2018 года в Китае родились двое детей, геном которых был искусственно изменён (выключен ген CCR5) на стадии эмбриона методом CRISPR/Cas9, в рамках исследований, проводимых с 2016 года по борьбе с ВИЧ. Один из родителей (отец) был ВИЧ-инфицированным, а дети, по заявлению, родились здоровыми. Поскольку эксперимент был несанкционированным (до этого все подобные эксперименты на человеческом эмбрионе разрешались только на ранних стадиях развития с последующим уничтожением экспериментального материала, то есть без имплантации эмбриона в матку и рождением детей), ответственный за него учёный не предоставил доказательств своим заявлениям, которые были сделаны на международной конференции по редактированию генома. В конце января 2019 года властями Китая были официально подтверждены факты проведения данного эксперимента. Тем временем учёному было запрещено заниматься научной деятельностью и он был арестован.

## Клеточная инженерия
Клеточная инженерия основана на культивировании растительных и животных клеток и тканей, способных вне организма производить нужные для человека вещества. Этот метод используется для клонального (бесполого) размножения ценных форм растений; для получения гибридных клеток, совмещающих свойства, например, лимфоцитов крови и опухолевых клеток.

## Генетическая инженерия в России
Отмечается, что после введения государственной регистрации ГМО заметно возросла активность некоторых общественных организаций и отдельных депутатов Государственной думы, пытающихся воспрепятствовать внедрению инновационных биотехнологий в российское сельское хозяйство.
Более 350 российских ученых подписали открытое письмо Общества научных работников в поддержку развития генной инженерии в Российской Федерации. В открытом письме отмечается, что запрет ГМО в России нанесёт не только ущерб здоровой конкуренции на рынке сельскохозяйственной продукции, но приведёт к значительному отставанию в сфере технологий производства пищевых продуктов, усилению зависимости от импорта продуктов питания, и подорвет престиж России, как государства, в котором официально заявлен курс на инновационное развитие[значимость факта?].